# Câmp lexical
În lingvistică, termenii câmp lexical și câmp semantic denumesc ansambluri formate cu scopul de a grupa cuvintele în diverse clase pe baza ariei de semnificație acoperită de ele, pornind de la diverse câmpuri noționale în care se încadrează cuvintele.
Unii autori tratează cei doi termeni ca sinonime, dar alții diferențiază câmpul lexical de cel semantic.
Într-o interpretare mai largă, câmpurile lexicale desemnează arii în interiorul unui câmp conceptual; deci, un câmp conceptual este structurat prin diferite câmpuri lexicale în istoria unei limbi. Într-o interpretare mai restrânsă, câmpurile lexicale ale unui cuvânt însumează diverse accepții ale acestuia atunci când este polisemantic.

## Încercări de distingere a câmpului lexical de cel semantic
Printre încercările de a distinge câmpul lexical de cel semantic, una este cea pe care o amintește Dubois 2002 ca atribuirea denumirii de câmp lexical unui ansamblu de cuvinte care denumesc diversele aspecte ale unei tehnici, relații, idei etc. Un exemplu ar fi câmpul lexical al relațiilor de rudenie. În schimb câmpuri semantice ar fi grupările de contexte în care se distribuie fiecare din sensurile unui cuvânt, ex. fr  grève1 „mal (al unei ape)”, sensul inițial, pentru „se plimbă pe mal”, „malul este bătut de valuri” etc., și grève2 „grevă”, pentru „muncitorii sunt în grevă”, „spargerea grevei” etc..
Altă încercare de distingere este menționată de Bergez 1994. Pornește de la noțiunea de semnificant (complexul sonor, latura materială a semnului lingvistic), respectiv de la cea de semnificat (noțiunea, sensul, latura imaterială a semnului lingvistic). Câmpul semantic ar rezulta din gruparea tuturor sensurilor pornind de la același semnificant. De exemplu, luând ca punct de pornire semnificantul fr  travail se poate studia în diacronie câmpul lui semantic pornind de la primul sens, „tortură”, și se pot trece în revistă toate sensurile sale, ajungând până la cele actuale, printre care principalul este „muncă”. Un câmp lexical ar fi obținut în urma analizei unui text literar, de pildă pornind de la semnificatul fr  mer „mare” și grupând toate metaforele (semnificanții acelui semnificat) pe care le folosește poetul Paul Valéry în poemul Le cimetière marin (Cimitirul marin): ce toit tranquille „acest acoperiș liniștit”, l’abîme „abisul”, une éternelle cause „o eternă cauză” etc..
În legătură cu distingerea celor două noțiuni, tot Bergez 1994 atrage atenția asupra faptului că lexicul și semantismul (sensul) sunt atât de indisolubil legate între ele ca și semnificantul și semnificatul, prin urmare un câmp semantic este în mod necesar și lexical în același timp, și invers, un câmp lexical este totodată semantic, de aceea preferă să vorbească despre câmp lexico-semantic. Într-adevăr, distingerea celor două noțiuni nu poate fi clară, pentru că în toate interpretările intervin determinanți de ordin lexical și semantic, și toate sunt în relație cu câmpul noțional, de aceea între toate descrierile câmpului, fie că este numit lexical sau semantic, există tangențe și interferențe.

## Tipuri de câmpuri lexico-semantice
Unul din tipurile de câmp poate fi format de diversele accepții ale unui cuvânt polisemantic, de exemplu ro  masă – masă de lucru, sală de mese, a se scula de la masă, a se așeza la masă etc., sau cele de mai sus, legate de cuvintele travail și grève.
Un alt fel de câmp este numit noțional sau asociativ, în care toate cuvintele pot trimite, în diacronie și în sincronie, la un același domeniu al experienței despre lume. Un asemenea câmp se organizează în jurul unui cuvânt cheie, de pildă mare, care atrage după sine cuvintele apă, corabie, vapor, marinar etc..
Câmpul numit de unii autori „generic” este un grup de cuvinte aceeași parte de vorbire, cu radicali diferiți, dar înrudite prin sens, precum scaun, fotoliu, taburet etc., care acoperă câmpul „obiectelor de șezut”. Din câmp poate face parte și un cuvânt generic pentru toate celelalte. În limba franceză, de exemplu, în acest câmp există cuvântul siège care înseamnă orice obiect de șezut.
Câmpul poate fi și derivațional, format dintr-un cuvânt de bază și derivatele lui, precum de la verbul a învăța – învățătură, învățământ, învățăcel etc.. Este numit tradițional familie lexicală sau de cuvinte.

## Câmpurile lexico-semantice în raport cu limbile
S-a constatat că articulația aceleiași noțiuni sau zone noționale poate varia după limbi, după cum reiese din compararea lor atât în sincronie, cât și în diacronie. De exemplu câmpul culorilor diferă prin aceea că în unele limbi conține un singur cuvânt simplu pentru o culoare, bunăoară albastru în română sau bleu în franceză, dar două în rusă (goluboi „albastru deschis” și sinii „albastru”), sau trei în italiană (celeste „albastru ca cerul”, azzurro „albastru”, blu „albastru închis”), pe când limba tarahumara din Mexic are un singur cuvânt comun pentru „albastru” și „verde”. În diacronie s-a constatat că în limba latină erau cuvinte prin care se opuneau nuanțe de culori pe baza strălucirii (candidus „alb strălucitor” vs. albus „alb mat”, ater „negru strălucitor” vs. niger „negru mat”), opoziție care nu mai este exprimată prin cuvinte simple în limbile romanice: ro  alb, negru; fr  blanc, noir.
În domeniul rudeniei, între română și franceză există diferența:
ro  nepot, nepoată – fr  neveu, nièce „nepot, nepoată de unchi/mătușă”, petit-fils, petite-fille „nepot, nepoată de bunici”.
Tot în domeniul rudeniei, lui „văr, verișoară” îi corespund în limba chineză opt termeni, dar această limbă nu are cuvânt pentru noțiunea generică „văr, verișoară”:
tánggē „văr mai în vârstă din partea tatălui”
tángdì „văr mai tânăr din partea tatălui”
tángjiě „verișoară mai în vârstă din partea tatălui”
tángmèi „verișoară mai tânără din partea tatălui”
biǎogē „văr mai în vârstă din partea mamei”
biǎodì „văr mai tânăr din partea mamei”
biǎojiě „verișoară mai în vârstă din partea mamei”
biǎomèi „verișoară mai tânără din partea mamei”
Comparațiile în acest domeniu au și un interes antropologic, dând unele informații despre organizarea socială în familie și în clan.
Un alt exemplu pentru importanța antropologică a câmpurilor lexico-semantice este cel al câmpului în care toate substantivele denumesc în mod diferit animalul care științific se numește Bos taurus. În română cuprinde cuvintele vită, vacă, taur, bou, junincă, vițel, dar în limba fula, a unui popor din Africa la care creșterea acestei specii este de o importanță deosebită, sunt 82 de cuvinte care fac parte din acest câmp. Printre ele sunt:
guddiri „taur fără coadă”
wudde „vacă fără coadă”
jaabuye „vită cu buricul mare”
lelwaaye „vită cu ochi ca de gazelă”
happuye „vacă cu lapte după ce i-a pierit vițelul”
Printre cele 82 de cuvinte mai sunt o serie cu denumiri specifice în funcție de coarnele animalelor:
elliinge „vită cu coarnele îndreptate în sus”
gajje sau mooro „vită cu coarnele întoarse spre spate”
hippe „vită cu coarnele îndreptate înainte”
hogole „vită cu coarnele aproape atingându-se”
lettooye „vită cu un corn în sus și celălalt în jos”
wijaaye „vită cu coarnele îndreptate către urechi”
tolle „vacă cu un singur corn”
wumale „vacă fără coarne”